# Zajn al-Abidin ibn Ali
Zajn al-Abidin ibn Ali, Zin al-Abidin Ben Ali (arab. ‏زين العابدين بن علي‎, ur. 3 września 1936 w Hammam Susie, zm. 19 września 2019 w Dżuddzie) – tunezyjski generał i polityk, premier Tunezji w 1987, prezydent kraju w latach 1987–2011.

## Życiorys
Ukończył francuską akademię wojskową Saint-Cyr i służył w armii tunezyjskiej, dochodząc w niej do stopnia generała. Studiował również inżynierię w Stanach Zjednoczonych. W latach 1964–1974 szef bezpieczeństwa militarnego, stanowisko to usadowiło go w gronie najwyższych kręgów rządowych. W 1974 roku rozpoczął trzyletnią kadencją jako attaché wojskowy ambasady Tunezji w Maroku. W 1977 roku prezydent Habib Burgiba mianował go szefem służb bezpieczeństwa. W latach 1980–1984 był ambasadorem w Polsce. W 1986 roku został ministrem spraw wewnętrznych, jako minister wsławił się rozbiciem ruchu islamskich fundamentalistów. W październiku 1987 roku desygnowany na premiera w zastępstwie Raszida Safara.
7 listopada 1987 premier dokonał bezkrwawego przewrotu, uzyskując orzeczenie lekarskie o niezdolności prezydenta Burgiby do sprawowania urzędu. Zgodnie z ówczesną tunezyjską konstytucją automatycznie przejął obowiązki głowy państwa. Tego samego dnia został także przywódcą rządzącej Dusturowskiej Partii Socjalistycznej a nowym premierem został Al-Hadi al-Bakkusz. 27 lutego 1988 ibn Ali założył nową partię – Zgromadzenie Demokratyczno-Konstytucyjne. W następstwie wyborów generalnych w 1989, 2 kwietnia 1989, został oficjalnie zaprzysiężony na stanowisku prezydenta na 5-letnią kadencję.
Początkowo bardziej liberalny względem opozycji (w tym tej islamistycznej) niżeli poprzednik. W 1991 roku jednak zdelegalizował opozycyjną Partię Odrodzenia i zaapelował o zwalczanie islamskich radykałów. Od tego czasu jego rządy były krytykowanie jako łamiące prawa człowieka. Jako przywódca Zgromadzenia Demokratyczno-Konstytucyjnego wygrywał (z przytłaczającym poparciem) kolejno wybory w 1994, 1999, 2000 i 2009 roku. W polityce gospodarczej realizował program neoliberalny.
14 stycznia 2011 roku ibn Ali uciekł z kraju pod wpływem rozpoczętych 17 grudnia 2010 masowych protestów społecznych. Obowiązki prezydenta przejął wówczas premier Muhammad al-Ghannuszi, a następnego dnia przewodniczący parlamentu Fu’ad al-Mubazza. Rewolucja doprowadziła do zalegalizowania wielu tępionych podczas rządów ibn Alego partii politycznych. Ustępujący prezydent znalazł schronienie w Arabii Saudyjskiej. W okresie po obaleniu zaocznie skazany za defraudację pieniędzy publicznych i tłumienie protestów z 2010-11.